# Chaumont (Orne)
Chaumont és un municipi francès situat al departament de l'Orne i a la regió de Normandia. L'any 2007 tenia 161 habitants.

## Demografia

### Població
El 2007 la població de fet de Chaumont era de 161 persones. Hi havia 56 famílies de les quals 12 eren unipersonals (8 homes vivint sols i 4 dones vivint soles), 16 parelles sense fills, 24 parelles amb fills i 4 famílies monoparentals amb fills.
La població ha evolucionat segons el següent gràfic:
Habitants censats

### Habitatges
El 2007 hi havia 90 habitatges, 56 eren l'habitatge principal de la família, 24 eren segones residències i 10 estaven desocupats. Tots els 90 habitatges eren cases. Dels 56 habitatges principals, 45 estaven ocupats pels seus propietaris, 9 estaven llogats i ocupats pels llogaters i 2 estaven cedits a títol gratuït; 1 tenia una cambra, 7 en tenien tres, 15 en tenien quatre i 33 en tenien cinc o més. 38 habitatges disposaven pel capbaix d'una plaça de pàrquing. A 29 habitatges hi havia un automòbil i a 26 n'hi havia dos o més.

### Piràmide de població
La piràmide de població per edats i sexe el 2009 era:
| Homes | Edats   | Dones |
| ----- | ------- | ----- |
| 0     | 95 o +  | 0     |
| 0     | 90 a 94 | 4     |
| 0     | 85 a 89 | 0     |
| 0     | 80 a 84 | 0     |
| 0     | 75 a 79 | 0     |
| 0     | 70 a 74 | 0     |
| 8     | 65 a 69 | 4     |
| 4     | 60 a 64 | 8     |
| 8     | 55 a 59 | 8     |
| 4     | 50 a 54 | 4     |
| 4     | 45 a 49 | 0     |
| 0     | 40 a 44 | 4     |
| 4     | 35 a 39 | 4     |
| 12    | 30 a 34 | 4     |
| 4     | 25 a 29 | 8     |
| 0     | 20 a 24 | 0     |
| 0     | 15 a 19 | 0     |
| 0     | 10 a 14 | 8     |
| 12    | 5 a 9   | 4     |
| 4     | 0 a 4   | 0     |

## Economia
El 2007 la població en edat de treballar era de 99 persones, 71 eren actives i 28 eren inactives. De les 71 persones actives 60 estaven ocupades (36 homes i 24 dones) i 11 estaven aturades (4 homes i 7 dones). De les 28 persones inactives 4 estaven jubilades, 7 estaven estudiant i 17 estaven classificades com a «altres inactius».

### Ingressos
El 2009 a Chaumont hi havia 56 unitats fiscals que integraven 148 persones, la mediana anual d'ingressos fiscals per persona era de 14.495 €.

### Activitats econòmiques
Dels 4 establiments que hi havia el 2007, 1 era d'una empresa de construcció, 1 d'una empresa de transport i 2 d'empreses classificades com a «altres activitats de serveis».
L'any 2000 a Chaumont hi havia 19 explotacions agrícoles que ocupaven un total de 426 hectàrees.

## Poblacions més properes
El següent diagrama mostra les poblacions més properes.